# Mégalithes de Ale
Les mégalithes de Ale (en suédois : Ales stenar ou Ale stenar) sont des mégalithes situés dans le sud de la Scanie, en Suède.
Le site doit son nom au folklore de Scanie qui prétend qu'il s'agit de la tombe du roi Ale.

## Description
Avec ses 68 mètres de long, Ales stenar est la plus grande construction mégalithique qui ait subsisté en Scandinavie. Ces pierres, considérées comme d'intérêt national, constituent une attraction très visitée.
L'ensemble comportait autrefois 60 menhirs de grès (et aujourd'hui encore 59), pesant chacun environ 1,8 tonne. Cette construction en forme de vaisseau se trouve sur une colline couverte d'herbe et haute d'environ 37 mètres, tombant en à-pic dans la mer Baltique, en un endroit nommé Kåseberga, à environ 15 km d'Ystad et à 70 km de Malmö.
Comme il ressort de vieilles notices et d'anciennes représentations[réf. nécessaire], il existait à l'origine deux autres petites constructions en forme de vaisseau à côté de la grande. Les fouilles n'ont pas permis de découvrir d'éventuelles tombes.

## Orientation
Lorsqu'on regarde de haut la disposition de ces menhirs, ils forment une sorte de losange. Le plus grand menhir que l'on observe sur la photo est installé et dirigé comme un regard vers le Sud-Ouest. Le fil Nord de ce losange, semble indiquer la pleine lune au solstice d’été cette année 2015, lorsque la lune est à son plus bas niveau dans le ciel.

## Datation
La date exacte de la construction reste un mystère. Bien que des indications puissent faire pencher pour une datation de l'âge du bronze tardif (entre 1000 et 500 av. J.-C.), l'âge du fer, voire l'époque des Vikings (600 - 1100), ne sauraient être exclus.

## Galerie

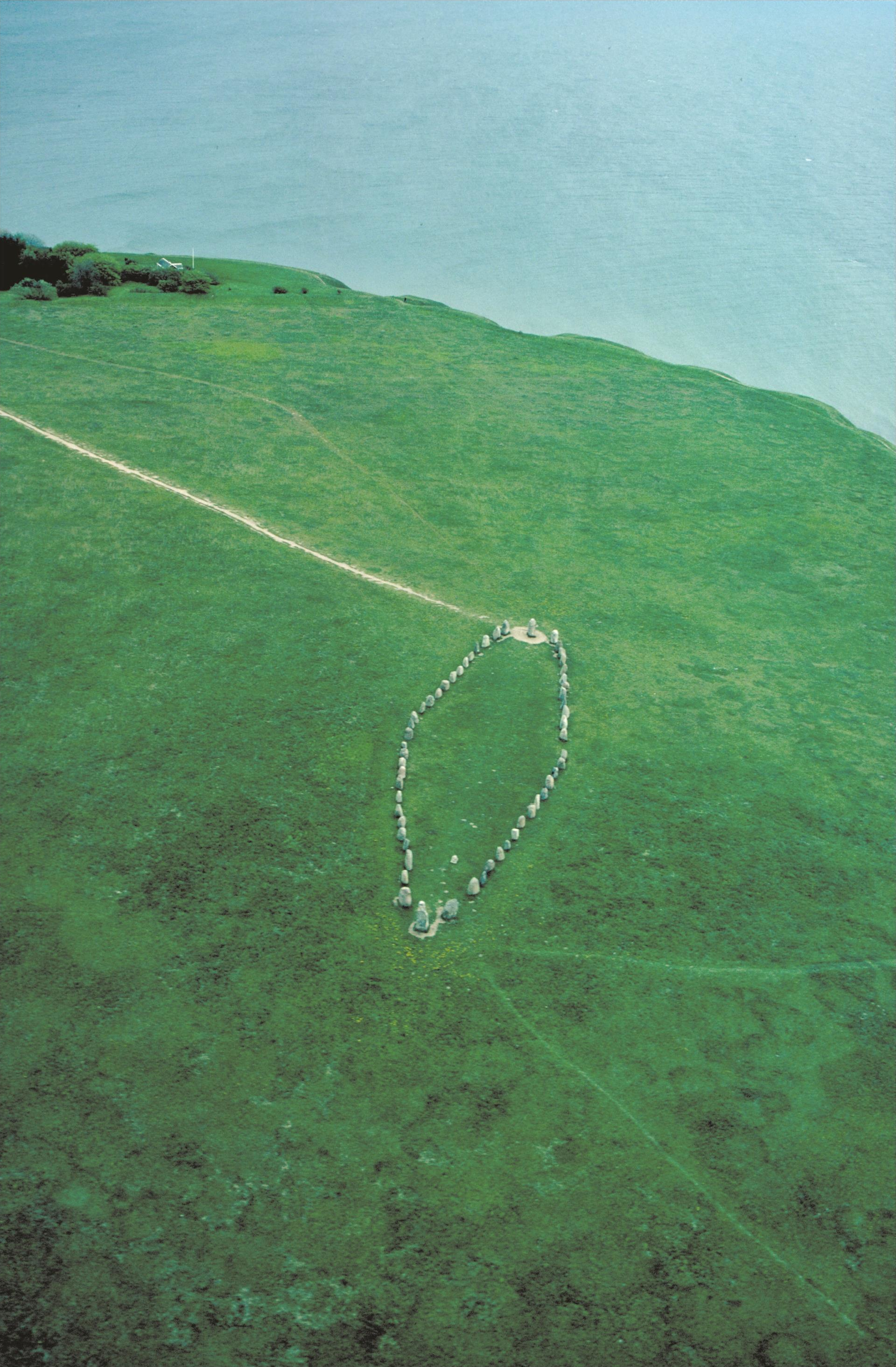
Vue aérienne du site
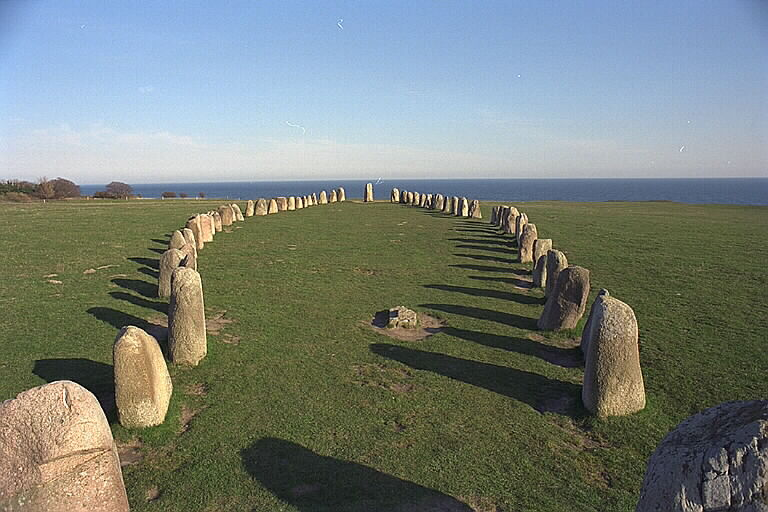
Vue dans le sens de la longueur
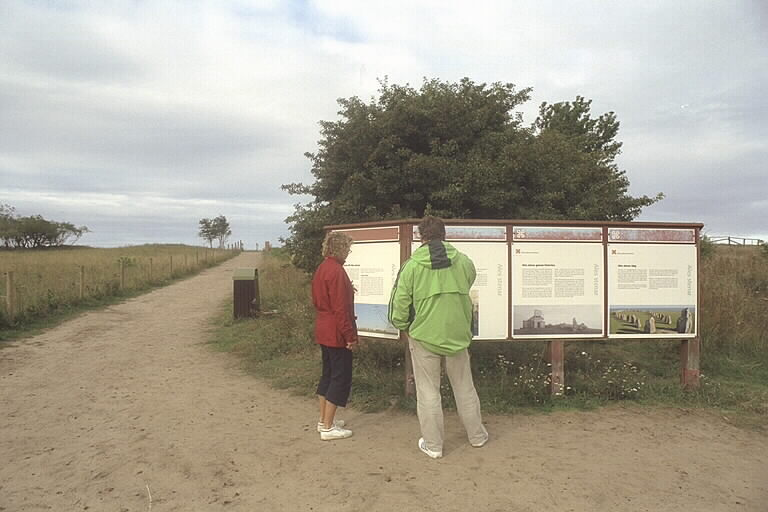
Panneaux informatifs sur le site mégalithique
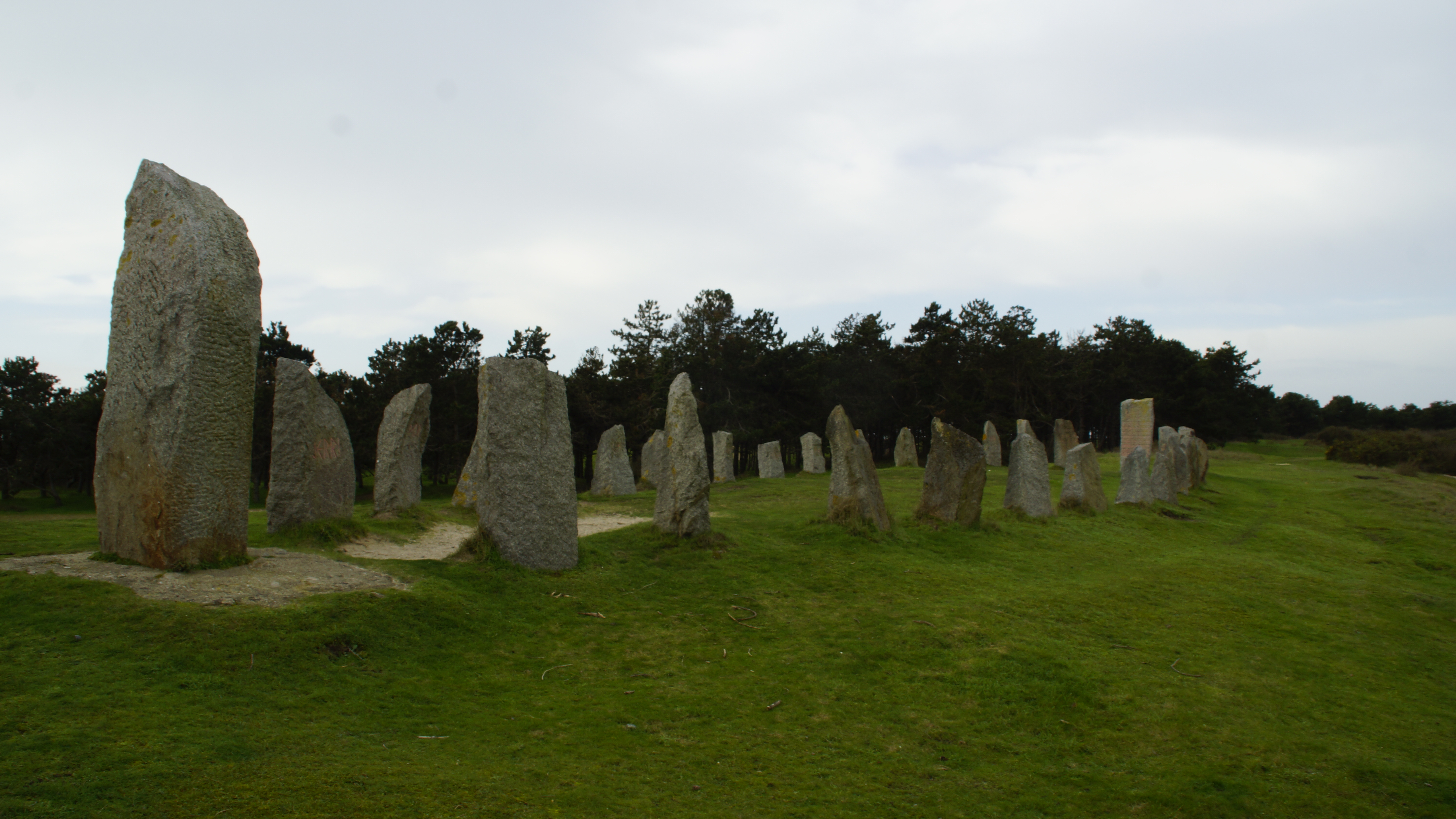
Monument en forme d'esnèque (bateau viking) à la pointe d'Agon-Coutainville, Manche (reproduction identique des Mégalithes de Ale).